# Sclerococcum
Sclerococcum Fr. (sklerokokum) – rodzaj workowców. Liczne gatunki to grzyby naporostowe.

## Systematyka i nazewnictwo
Pozycja w klasyfikacji według Index Fungorum: Sclerococcaceae,, Sclerococcomycetidae, Eurotiomycetes, Pezizomycotina, Ascomycota, Fungi.
Synonimy nazwy naukowej: Polydiscidium Wakef. 1934
Nazwa polska według W. Fałtynowicza.
Gatunki występujące w Polsce:
- Sclerococcum athallinum (Müll. Arg.) Ertz & Diederich 2018 – tzw. dactylospora bezplechowa
- Sclerococcum parasiticum (Flörke) Ertz & Diederich 2018 – tzw. daktylospora pasożytnicza
- Sclerococcum purpurascens (Triebel) Ertz & Diederich 2018 – tzw. daktylospora czerwonawa
- Sclerococcum saxatile (Schaer.) Ertz & Diederich 2018 – tzw. daktylospora skalna
- Sclerococcum sphaerale (Ach.) Fr. 1825 – sklerokokum nikłe

Nazwy naukowe na podstawie Index Fungorum. Nazwy polskie według W. Fałtynowicza. Większość z nich jest niespójna z nazwą naukową, wskutek zmian w taksonomii – przeniesienia ich z rodzaju Dactylospora do rodzaju Sclerococcum.